# 関東鉄道土浦営業所
関東鉄道土浦営業所（かんとうてつどうつちうらえいぎょうしょ）は、茨城県土浦市川口町に所在する関東鉄道のバス営業所。営業所略記はTC。

## 沿革
- 2023年（令和5年）12月16日：関鉄観光バス本社営業センターが所管していたすべての一般路線を移管[1]。
- 2024年（令和6年）7月16日：ジェイアールバス関東土浦支店で運行する南平台線を移管。[2][3]

## 現行路線

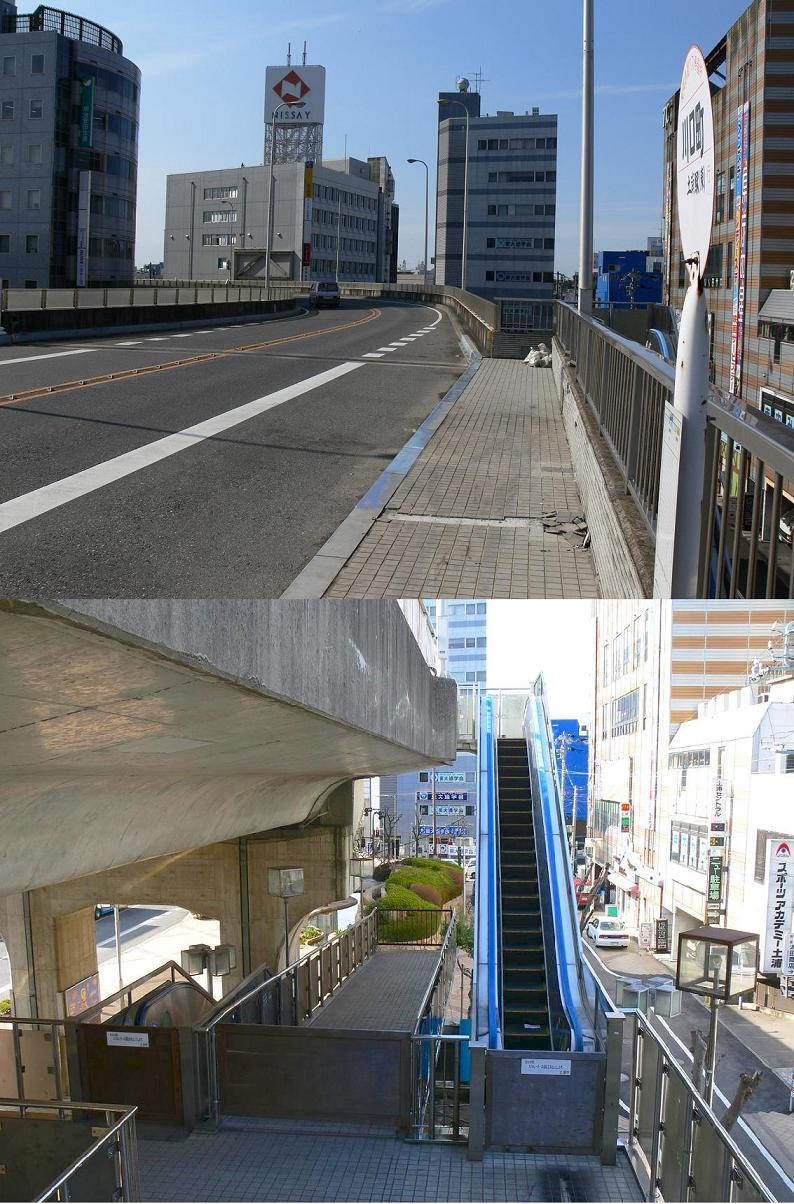
高架上の川口町（高架）バス停

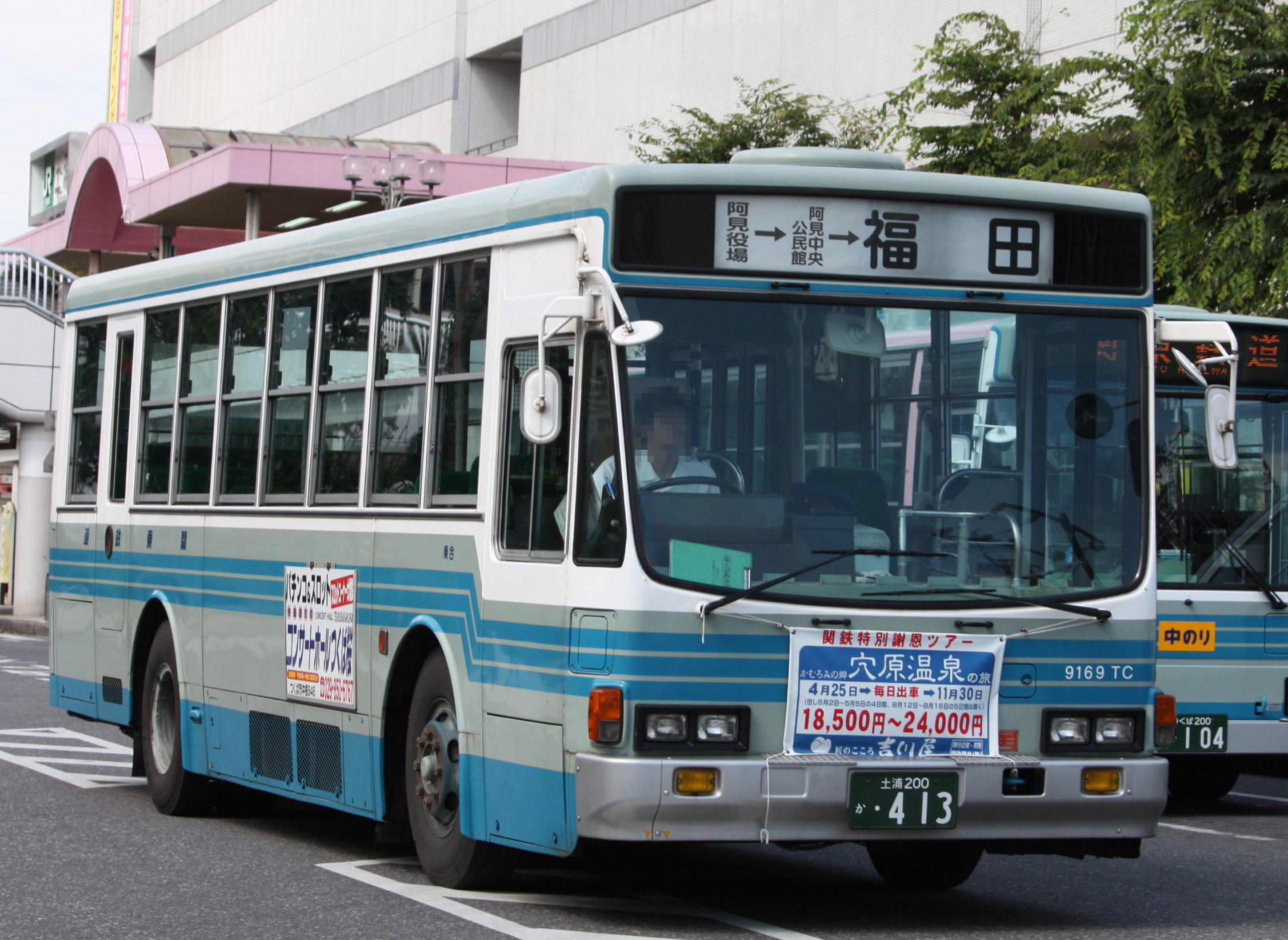
本数の少ない福田系統（土浦駅）

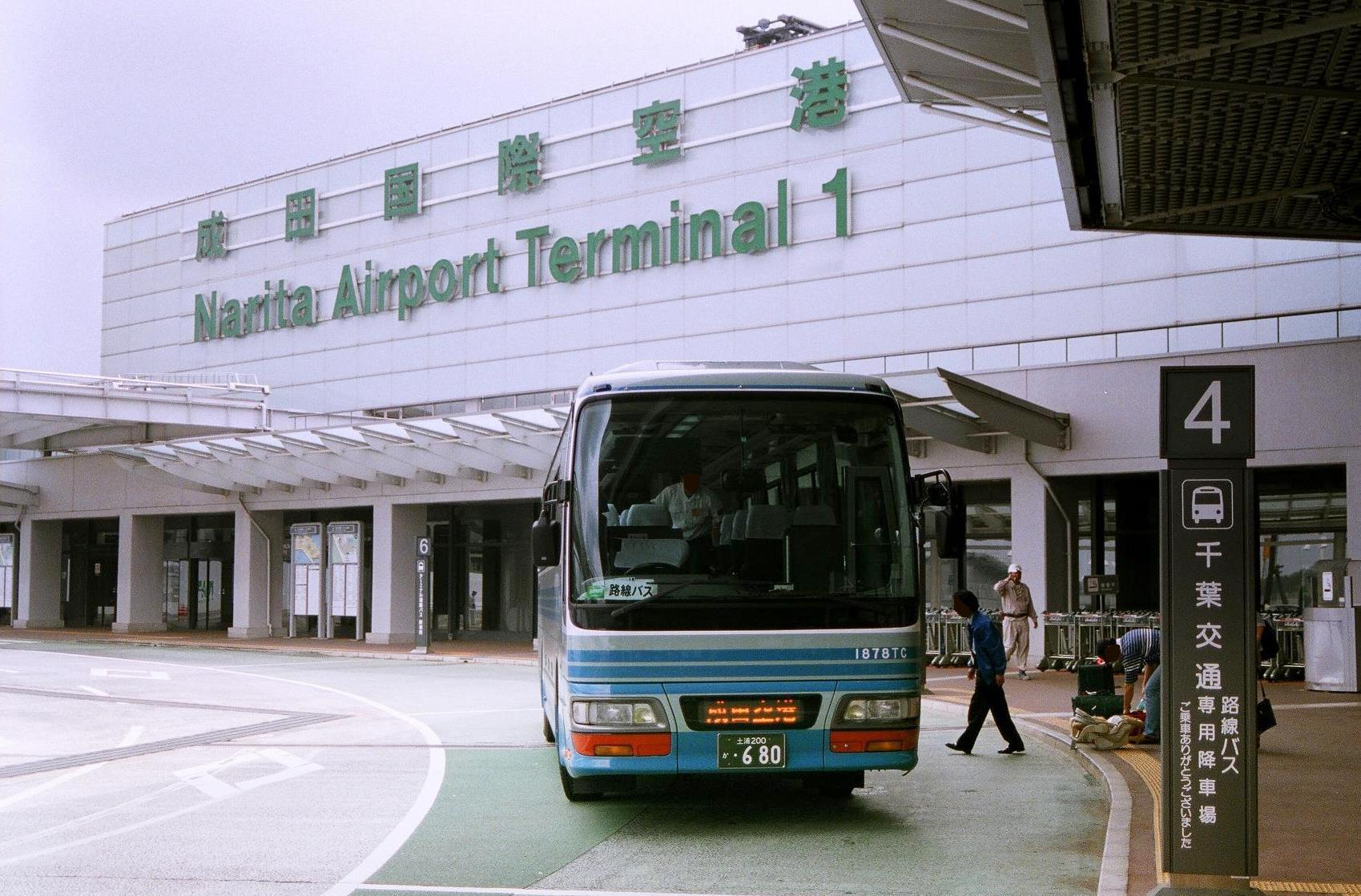
エアポートライナーNATT'S

当営業所は関東鉄道のバス営業所の中でも路線規模が大きく、土浦市を中心に阿見町、つくば市（筑波研究学園都市）などで路線を運行する。特にJR3駅（土浦駅、荒川沖駅、ひたち野うしく駅）とつくば駅間を結ぶ各系統、筑波大学循環、阿見中央公民館方面が運行回数・利用共に多く関東鉄道バスの主力系統となっている。一方、本所担当の高速バスは運行回数は多くない。当営業所の発券機能は土浦駅前に出張っている。

### 一般路線バス

#### 土浦駅発着
- 土浦駅 - （桜町一丁目） - 富士崎町 - JRバス土浦支店前 - 小松坂下 - 三夜下 - 大岩田 - 土浦三高下 - 霞ヶ浦高校前 - 阿見坂下 - （東京医科大学病院）  - 茨大前 - 学校区 - 阿見町役場前 - 阿見中央公民館
日中概ね30分おき（朝夕は15～25分おき）に運行されている。一部便は東京医科大学茨城医療センターを経由する。『阿見中央公民館』でのバス転回は敷地内駐車場で行う。
2016年（平成28年）7月1日より土浦駅 - 阿見坂下間でジェイアールバス関東と共通乗車化[4]。

- （合同庁舎 ← ）土浦駅 - 阿見坂下 - 阿見中央公民館 - 吉原 - 福田
朝１便の合同庁舎行と夕方2便の福田行のみ運行。学休日は合同庁舎行は運休。夕方2便いずれも阿見中央公民館止まり。なお、福田に到着したバスは折返しは回送になるので注意が必要である。

- 土浦駅 - 阿見坂下 - 若栗 - 阿見中央公民館 - 阿見坂下 - 土浦駅 （若栗循環）
朝1本のみの運行である。
- 土浦駅 - 小岩田団地 - 烏山団地
- 土浦駅 - （桜町一丁目） - 富士崎町 - JRバス土浦支店前 - 小松坂下 - 桜ヶ丘 - 小岩田 - 小岩田団地 - 烏山団地
2017年9月の改正で平日の半数以上の便が桜ヶ丘を経由する新設のルートに変更された。休日は従来通りのままである。
- 土浦駅 - 小岩田 - 桜ヶ丘 - 土浦駅 （小岩田循環）
平日早朝のみ運行
- 土浦駅 - （桜町一丁目） - 富士崎町 - JRバス土浦支店前 - 小松坂下 - 桜ヶ丘 - 小岩田 - 右籾坂上 - 右籾神社前 - 補給処 - 右籾三区 - 荒川沖駅東口
「右籾」バス停までは県道48号線に沿う形で運行している。沿線には土浦日大高、桜ヶ丘ニュータウン、霞ヶ浦駐屯地、まりやま団地があるため、終日利用客が多い。
- 土浦駅 - 川口町 - 亀城公園前 - 土浦一中前 - 千束町 - 土浦橋 - 天川団地入口 - 桜ニュータウン

- [11]（土浦車庫 - ）土浦駅 - 千束町 - 竹園高校前 - 学園竹園 - 竹園二丁目 - つくばセンター
- [12]（土浦車庫 - ）土浦駅 - 千束町 - 竹園高校前 - 学園竹園 - 竹園二丁目 - つくばセンター - 筑波メディカルセンター前 - 筑波大学病院
日中概ね20分おき（夕方は15分おき）に運行されている。朝はつくばセンター方面は日中より増便されるが、土浦駅方面は本系統の代わりに[11B]・下妻車庫営業所担当の[19][5]が運行され間隔が空く[6]。土浦駅からつくば方面に向かうバスでは最も本数が多い。
途中のつくばセンターはつくば駅にある停留所（以下同じ）。日中の一部便は下妻車庫営業所が運行を担当している。
2004年10月15日までは田中町地内は全便通過扱い。同年10月16日より田中一丁目～三丁目に停車するようになった[7]。
2020年12月16日より、早朝・夜間の一部便が土浦車庫発着となった[8]。
2022年4月1日より筑波大学中央発着便が廃止され、つくばセンター発着となったほか、新たに[12]筑波大学病院行が新設された[9]。
  - 2024年7月16日より11系統（土浦駅〜つくばセンター間のみ）をJRバス関東土浦支店と共同運行化。

- [11B]（土浦車庫 - ）土浦駅 - 川口町 - 亀城公園前 - 土浦二高 - 竹園高校前 - 学園竹園 - 竹園二丁目 - つくばセンター
ほとんどの便は下妻車庫営業所が担当。

- [11D]土浦駅 - 千束町 - 土浦橋 - 下高津入口 - 土浦特別支援学校 - 野田団地 - つくば国際会議場 - つくばセンター
「竹園2丁目南」バス停までは旧・茨城観光自動車の路線（上郷線）と同じルートを走行する。途中で「イオンモール土浦」の近くを通過するがショッピングセンター内には乗り入れない。2019年4月の改正で増便され、平日8往復、休日6.5往復となった。しかし、増便事業の終了に伴い2022年4月1日に減便された[9]。2023年4月1日の改正で休日運休となった[10]。

- 土浦駅 - 土浦一高前 - 土浦工業高校前 - 合同庁舎
- 土浦駅 - 川口町 - 亀城公園前 - 土浦一高前 - 土浦工高前 - 中並木 - 東筑波新治工業団地入口 - （さん･あぴお） - 藤沢 - 高岡
つくば北営業所と共同運行。日中の便はさん･あぴお[11]に入る。『高岡』でのバス転回は土浦市新治商工会の駐車場で行う。
- 土浦駅 - 土浦一高前 - つくば国際大学 - 土浦一高前 - 土浦駅 （つくば国際大学循環）
6の字循環となっており、県南自動車学校→つくば国際大学→土浦工高というルートで運用されている。逆コースは運行されていない。
- 土浦駅 - 川口町 - 亀城公園前 - 土浦一高前 - 県南自動車学校前 - 若松町住宅前 - 中貫
日中便は石岡線、柿岡線の区間便運用として石岡営業所が運行担当。当所担当便は平日夜の1便のみ。

- 土浦車庫 → 真鍋新町中央 → 土浦駅
土曜休日に片道一便のみ運行される系統。
- [18]土浦駅東口 ← （高架道・花室トンネル経由） ← つくばセンター ← 筑波実験植物園前 ← 筑波技術大学産業技術学部 ← 大学公園 ← 高エネルギー加速器研究機構 ← 佐入口 ← つくばテクノパーク大穂
  - 2019年現在土浦高架道、つくば花室トンネルを経由する唯一の一般路線。
  - 2020年12月19日から土日祝運休となった[12]。
  - 2023年12月20日改正でテクノパーク大穂→土浦駅の片方向1便のみ運転となった。それ以外の時間はC8・C8A（つくばセンター〜テクノパーク大穂）で賄われる。

- 土浦駅 → 阿見坂下 → 地区センター → 南平台南 → 阿見坂下 → 土浦駅

  - 2024年7月16日からJRバス関東から移管され運行開始[2]。

- 土浦駅 - （直行） - イオンモール土浦

  - 2024年7月16日からJRバス関東と共同運行により運行開始[13]。

#### 荒川沖駅発着
- 荒川沖駅東口 - 右籾三区 - 補給処 - 茨大前 - 東京医科大学病院 - しらさぎ団地入口 - 県立医療大学
2023年4月1日の改正で全便土休日運休となった[14]。
- 荒川沖駅東口 - 荒川本郷 - 本郷ふれあいセンター - 阿見東部工業団地 - 阿見よしわら - あみプレミアム・アウトレット
あみプレミアム・アウトレットが全館休業日の日は、全便が阿見よしわら止まりとなる。2022年2月までは、全便運休としていた。
アウトレット開業と同時に運行開始した路線で、当初はJRバス関東と共同運行で、荒川沖駅東口を出るとあみプレミアム･アウトレットまで停車しない直行運転の形式だった。15時以前の便が関東鉄道、15時以後の便をJRバス関東が担当していた。しかし、2022年7月15日にJRバス関東が撤退し、翌16日からは関東鉄道単独運行となった。あわせて、荒川沖駅周辺の住宅地や、阿見東部工業団地などに新たにバス停が設けられ、これらの住民や工場従業員輸送にも対応するようになった[15]。1日10往復の運行だが、このうち1往復は阿見よしわら始発・終着で、あみプレミアム・アウトレットには入らない。
- [21A][16]荒川沖駅西口 - 学園並木 - 竹園二丁目 - つくばセンター
- [22]荒川沖駅西口 - 三中地区公民館南 - 並木団地南 - 学園並木 - 並木大橋 - 竹園二丁目 - つくばセンター - 筑波メディカルセンター前 - 筑波大学病院
2003年の改正までは常磐線を越えて荒川沖駅東口から発着していたが、改正後は全便西口からの発着となった。荒川沖から終点付近まで県道55号を通過する。全便、枝線である『学園並木』に乗り入れる。ほとんどの便は[21A]つくばセンター止まりである。[22]筑波大学病院へは一部便のみ運行。

- [26]荒川沖駅西口 - 三中地区公民館南 - 並木団地南 - 並木大橋 - 竹園二丁目 - つくばセンター - 筑波メディカルセンター前 - 国土地理院 - 筑波記念病院 - 土木研究所 - 建築研究所
ほとんどの便はつくばセンター発着であり、研究学園駅発着は平日夕方1往復のみ。[疑問点 – ノート]荒川沖駅発着は荒川沖駅発の平日朝片道1便のみ。

- 荒川沖駅西口 - 乙戸 - 乙戸小入口 - 乙戸南 - イオンモールつくば
2022年3月25日より運行開始[17]。土浦市からイオンモールつくばへの交通アクセスの改善を目的としている[18]。かつて2003年までつくば中央営業所が運行していた谷田部車庫 - 赤塚 - 乙戸 - 荒川沖駅線の一部区間[19]を復活させる形で開業した。

#### ひたち野うしく駅発着
- [31]ひたち野うしく駅 - 牛久栄進高校 - 二の宮団地 - つくばセンター
- [31A]ひたち野うしく駅 - 牛久栄進高校 - イオンモールつくば - 二の宮団地 - つくばセンター
- [32A]ひたち野うしく駅 - 牛久栄進高校 - イオンモールつくば - 二の宮団地 - つくばセンター - 筑波大学病院
ひたち野うしく駅の開業に合わせて1998年3月14日に運行開始。[31][31A]ひたち野うしく駅 - イオンモールつくば - つくばセンター間はJRバス関東と共同運行[20]。両方向とも8時半までに発車する便はイオンモールつくばを経由しない。[32A]筑波大学病院行きは一部便のみ運行。

#### つくば駅発着
- [C6]研究学園駅 -[疑問点 – ノート]つくばセンター - 建築研究所
- [C10]つくばセンター - 筑波大学中央 - つくばセンター （筑波大学循環）
平日朝はつくば北営業所担当便も存在する。日中便は守谷営業所担当便も存在する。[疑問点 – ノート]
- [C8]つくばセンター - 大学公園 - 高エネルギー加速器機構 - つくばテクノパーク大穂
- [C8A]つくばセンター → 天久保三丁目 → 大学公園 → 高エネルギー加速器機構 → つくばテクノパーク大穂
ほとんどの便は[C8]つくばセンター - つくばテクノパーク大穂の運用。[C8A]の天久保三丁目経由便は平日午前に片道1便のみ運行。
2020年12月19日から土日祝運休となった[12]。
- [C22]つくばセンター - 学園並木 (学園並木循環)
「循環」と名乗っているが、経路は[21A][22]と同じルートを単純往復するもの。
- つくばセンター - 学園竹園 - 土浦二高 - 土浦一高前 - 土浦工業高校前 - 合同庁舎
- 研究学園駅 - つくばセンター - 竹園二丁目 - 学園竹園 - 竹園高校前 - 土浦二高 - 土浦一高前 - 土浦工業高校前 - 合同庁舎
  - 2021年（令和3年）4月1日運行開始。
- 研究学園駅 - つくばセンター - 学園竹園 - 土浦二高 - 土浦一高前（直行、途中停留所降車不可）
  - 2021年（令和3年）4月1日運行開始。

#### 土浦～神立・土浦湖北高校方面
- 土浦駅 - 川口町 - 土浦局前 - 真鍋新町北 - 木田余三ツ又 - 木田余東台 - 西神立 - 工業団地中央 - 大塚団地 - 神立駅西口 - 土浦湖北高校
- 土浦駅 - 川口町 - 土浦局前 - 真鍋新町北 - 木田余三ツ又 - 木田余東台 - 西神立 - 工業団地中央 - 神立小学校前 - 神立駅西口 - 土浦湖北高校
- 土浦駅 - 川口町 - 土浦局前 - 真鍋新町北 - 木田余三ツ又 - 木田余東台 - 西神立 - 工業団地中央
- 神立駅西口 - 土浦湖北高校

土浦から国体道路を経由して神立方面へ向かう路線。工業団地中央バス停で大塚団地経由と神立小学校経由と分岐する。平日の一部便は工業団地中央発着。日祝日は全区間運休、神立駅〜土浦湖北高校間は休校日運休。土浦湖北高校行きは2009年に一度廃止されたものの、2012年に復活。ただし、2012年以降は神立駅から湖北高校までは途中停留所は廃止され直行となった。当初は神立駅東口発着だったが、現在は西口発着となっている。旧・協同病院だった名残で真鍋新町中央に立ち寄る便も存在したが、2023年10月改正で真鍋新町中央経由便は全廃。2023年12月に関鉄観光バス本社営業センターより移管、それに伴い運賃が改定された。

#### 神立～東風高校方面
- 神立駅西口 - 下稲吉 - つくば国際大学東風高校

かつては石岡営業所→土浦営業所が運行していた。東風高校行きは朝のみ。神立行きは夕方のみ運行。夜の神立行きはノンストップである。2019年より神立駅西口発着から東口発着となったが、2023年10月改正で再度西口発着となった。日祝日・休校日は運休。2023年12月に関鉄観光バス本社営業センターより再び関東鉄道に移管。

#### 土浦～土浦協同病院方面
- 土浦駅 - 川口町 - 土浦局前 - 真鍋新町中央 - おおつ野台 - 樫の木公園 - 土浦協同病院

関鉄観光バス本社営業センターと共同運行路線であったが、2023年12月の移管により全便が関東鉄道による運行となった。

#### スクール
一般乗合扱いの通学輸送便。
- 霞ヶ浦高等学校附属中学校・霞ヶ浦高等学校（土浦第三高等学校便も兼ねる）
- 土浦日本大学高等学校・土浦日本大学中等教育学校
- 茨城県立並木中等教育学校
- 茨城県立土浦第一高等学校・附属中学校

### 高速バス
- 土浦・つくば - 成田空港 （エアポートライナーNATT'S）
- 土浦・つくば - 東京ディズニーリゾート ・国際展示場駅/東京テレポート駅
土浦発はディズニーリゾートの開園時間に合わせて朝2便、アフター6の利用開始時間に合わせて午後1便運行。東京テレポート駅発は午前、夕方、夜に各1便ずつ運行される。国際展示場駅行きは土浦発始発便のみ運行で、それ以外の便は東京テレポート駅発着である。ディズニーリゾートはディズニーシー→ディズニーランドの順に停車する。ディズニーリゾートが休園日の日は全便運休となる。
- つくば - 石岡 - 水戸 （TMライナー）
2019年10月1日運行開始。2010年4月26日に関鉄観光バスへの事実上の移管という形で廃止したものの、茨城県の社会実験による増便に伴い、水戸営業所と共に再参入した。平日は県庁経由、休日は赤塚経由で運行。その後2024年4月に関鉄観光バスが運行から撤退し、関東鉄道水戸営業所・土浦営業所での管轄となった[23]。

### コミュニティバスの受託運行
- キララちゃん（土浦市・中心部周辺）
- つちまるバス（荒川沖駅周辺）

## 廃止路線

### 一般路線バス
※「関鉄ゴルフ場前」は、現在「東筑波新治工業団地入口」。
- [10]（土浦車庫 - ）土浦駅 - 千束町 - 竹園高校前 - 学園竹園 - 竹園二丁目 - つくばセンター - 筑波大学中央
- [10B]土浦駅 - 川口町 - 亀城公園前 - 土浦二高 - 竹園高校前 - 学園竹園 - 竹園二丁目 - つくばセンター - 筑波大学中央
2021年12月20日より一部便を除きつくばセンター発着となり[24]、2022年4月1日に廃止[9]。
- [11A]土浦駅東口 - （高架道・花室トンネル経由） - つくばセンター
- [11C]土浦駅 - 川口町 - 亀城公園前 - 土浦一高前 - 土浦工業高校前 - 中並木 - 藤沢 - 栗原 - つくばセンター
- 土浦駅 - 土浦一高前 - 土浦工業高校前 - 中並木 - 藤沢 - 栗原
土浦から国道125号を経由した路線。2003年廃止。廃止後は全便が高岡行きに振り替える形となった。
- 土浦駅 - 川口町 - 下坂田 - 新治村役場
- 土浦駅 - 下坂田
桜川沿いの集落を結んだ路線。2001年廃止。最末期は休日運休だった。
- 土浦駅 - （桜町一丁目） - 富士崎町 - 小松坂下 - 三夜下 - 大岩田 - 土浦三高下 - 霞ヶ浦高校前 - 阿見坂下 - 茨大前 - 学校区 - 阿見町役場前 - 三区 - 下小池
- 土浦駅 - 桜ヶ丘 - 小岩田 - 補給処 - 摩利山 - 小岩田 - 土浦駅 （補給処循環）
- 土浦駅 - 小岩田 - 摩利山 - 補給処 - 小岩田 - 桜ヶ丘 - 土浦駅 （かつての摩利山循環）
- 土浦駅 - （桜町一丁目） - 富士崎町 - 小松坂下 - 桜ヶ丘 - 小岩田 - 右籾坂上 - 右籾神社前 - 宮塚 - 摩利山- 右籾三区 - 荒川沖駅東口
- 小松坂下 - 土浦駅
- 土浦駅 - 川口町 - 亀城公園前 - 土浦一中前 - 千束町 - 土浦橋 - 天川団地入口 - 原の前 - 大房 - 荒川沖駅  - 牛久駅
土浦から国道6号を経由する路線。1990年代までは荒川沖駅入らず。2003年9月末で荒川沖駅まで系統短縮。その後2013年3月末で全線が廃止された。
- 土浦駅 - 土浦一高前 - 土浦工業高校前 - 中並木 - 関鉄ゴルフ場
- 土浦駅 - 川口町 - 亀城公園前 - 土浦一高前 - 土浦工業高校前 - 中並木 - 関鉄ゴルフ場前 - 新治村役場
- 土浦駅 - 川口町 - 亀城公園前 - 土浦一高前 - 土浦工業高校前 - 中並木 - 関鉄ゴルフ場前 - さん・あぴお
- [10B]土浦駅 - （途中不停車） - 吾妻 - つくばセンター - 筑波大学中央
2003年に運行開始したつくばセンターまでの直行系統。2005年のつくばエクスプレス開業時に[11C]つくばセンター止まりに系統短縮したが、2006年10月のダイヤ改正で廃止された。
- 土浦駅 - 千束町 - 学園竹園 - つくばセンター - 図書館情報大学筑波女子大学
- 荒川沖駅 → 旧大房 → 原の前
- [20]荒川沖駅 - 三中地区公民館南 - 並木団地南 - 学園並木 - 並木大橋 - 竹園二丁目 - つくばセンター - 筑波メディカルセンター前 - 筑波大学中央
2022年4月1日に廃止[9]。
- [24]荒川沖駅 - 資源環境技研
- [25]荒川沖駅 - 工業技術院
- [C11]つくばセンター - 筑波実験植物園前 - テクノパーク桜 - 筑波実験植物園前 - つくばセンター （テクノパーク桜循環）
- [27]阿見中央公民館 - 阿見町役場前 - 補給処 - 右籾三区 - 並木団地南 - 並木大橋 - 竹園二丁目 - つくばセンター※2013年3月31日廃止
- 荒川沖駅東口 - 摩利山 - 右籾三区 - 荒川沖駅東口 （摩利山循環）※2013年3月31日廃止
- 荒川沖駅西口 - 大房（だいぼう） - 原の前 - 天川団地入口 - 土浦橋 - 千束町 - 土浦一中前 - 亀城公園前 - 川口町 - 土浦駅※2013年3月31日廃止
廃止直前は休日の荒川沖駅発片道1便のみ
- [30]ひたち野うしく駅 - 牛久栄進高校 - つくばセンター - 筑波大学中央
- [30A]ひたち野うしく駅 - 牛久栄進高校 - イオンモールつくば - つくばセンター - 筑波大学中央
2022年4月1日に廃止[9]。
- つくばセンター - 研究学園駅
2008年にiiasつくばオープン時に運行開始。その後[71]系統東光台循環に受け継がれるも、2011年3月末で廃止。
- みどりの駅 - 赤塚 - 気象台 - 五十塚 - 並木団地南 - 学園並木 - 天川団地入口 - 土浦橋 - 千束町 - 土浦一中前 - 土浦一高前 - 土浦工業高校前 - 合同庁舎
- 土浦駅 - 国立病院※2016年3月31日廃止
※国立病院とは現在の霞ヶ浦医療センター。2016年4月以降はキララちゃんBコースでアクセス可能
- 竜ヶ崎駅 - 奥野生涯学習センター - （あみプレミアム･アウトレット） - 飯倉 - 光と風の丘公園（稲敷エリア広域バス「美浦・龍ケ崎ルート」、2017年2月 - 2019年3月運行）
- [C20]つくばセンター - 並木2丁目住宅 - 桜ニュータウン
この路線は、一部狭隘な箇所が存在するため、原則小型車で運行されていた。
2023年1月31日で運行終了[25]。
- 阿見町役場前 - 阿見中央公民館 - 吉原 - 飯倉
- 土浦駅 - 川口町 - 土浦局前 - 真鍋新町中央 - おおつ野台 - 樫の木公園 - 土浦協同病院
朝の1便は真鍋新町中央止まり。関鉄観光バスと共同運行。
2021年12月20日改正で減便。関鉄観光バスの単独運行になる。

### 高速バス
- 土浦 つくば - 大宮（さいたま市） （土浦・つくば - 大宮線）
- 圏央道北東エリア連携交流協議会 高速バス実証実験
  - あみプレミアム・アウトレット - 稲敷美浦バスターミナル - 道の駅発酵の里こうざき - 成田空港第1ターミナル
  - JRバス関東と共同運行。2016年7月16日から2017年1月15日までの運行予定であった[26]が、利用不振のため2016年12月25日をもって運行終了[27]。

### コミュニティバス
- つくバス地域循環（つくば市）2011年4月の路線改変時に他営業所に移管
- 新治バス〈試験運行〉（にいはりバス、土浦市新治地区）- 本格運行に至らず2014年4月終了

## 車両
関東鉄道最多の車両在籍数で、日野、いすゞ、三菱ふそうの国内3メーカーの車両が配置されている。大型車・中型車・小型車ともに在籍するが、特に終日等間隔で発車するつくばセンター、阿見中央公民館線などがあるため、大型車が多く配置されている。
現在、一般路線で使用されている車両は、全てノンステップバス又はワンステップバス低床車となっている。
移籍車は、京成バスからのいすゞ・エルガが中心である。
関東鉄道グループのトルコンAT車については、過去に筑波大学の学内バスで使用されていた日産ディーゼル・RMが中古車として関鉄観光バスに在籍していたが、維持費増大と老朽化のため2012年までに全廃された。関鉄観光バスの車両が全廃された後にはしばらくの間はトルコンAT車は在籍していなかったが、京成バスからの移籍車両が2012年から配置された際には、早期に淘汰された車両（KC-LV832系など）を含めて全車両が当営業所に集約して配置されている。2019年現在、トルコンAT仕様の車両は大型車は中古車として投入されたKL-LV834系が1台のみで、小型車では2DG-HX系に移行した日野・ポンチョが「キララちゃん」専用車の2167TCとして導入され、関東鉄道初のトルコンAT仕様の自社発注車として導入されている。
更に、2017年（平成29年）には、グループ会社の東京ベイシティ交通からのエルガも移籍している。
数年前までは、京成バスやグループ各社からのIK→IBMボディ、富士7Eボディのいすゞ・LVを筆頭に、日野・ブルーリボン、また全国的に珍しい富士7Eボディの三菱ふそう・MPも移籍するなどシャシー、ボディメーカーを問わず在籍していた。京成バス以外では、横浜市営バス・小田急バス・東急バスなどの首都圏近郊のバス会社の他、尼崎市交通局からもノンステップバスが移籍しており、これら移籍車の投入により、大型車の低床化が進んだ。なお、横浜市営バス、小田急バス、尼崎市交通局からの中古は2018年（平成30年）に京成バスからの移籍車配置に伴い代替され全廃した。
また、少数ながら大型自社発注車も在籍しており、2001年（平成13年）にはいすゞエルガノンステップバスが新製配置され、以降2003年（平成15年）までは毎年2両ずつ配置された。2016年初頭には、関東鉄道では初めてとなるエルガハイブリッドバスが配置された。2018年（平成30年）には水戸営業所から三菱ふそう・エアロスターノンステップバスが当所に転属してきている。
珍しい車両では、廃業した茨城観光自動車から引き継いだ、元サンプルカーの三菱ふそう・ニューエアロスターの長尺車も配置されているが、現在は特定輸送に充当されている。
かつて、神奈川中央交通からの三菱ふそう・MPや、西武バスから、富士5E、7Eボディの日産ディーゼル・UA、千葉内陸バス、京阪バス、千葉海浜交通から日野・ブルーリボンが大量導入され主力になっていたことがあるが、上述の移籍車に置き換えられて現在はすべて廃車になっている。
中型車は自社発注車が中心で、いすゞ・エルガミオ、日野・レインボーⅡのノンステップ、ワンステップ車が多く配置され、近年大型車以上に急速に低床化が進んでいる。三菱ふそう・エアロミディMEが、土浦市コミュニティバスキララちゃん専用塗装車と、予備車兼用の一般路線塗装車がそれぞれ配置されている。
荒川沖周辺を中心に運行するつちまるバスは、住宅地内の狭隘路線に対応するため、小型車の日産・キャラバンが専属で運行している。

高速車の数は少なく、土浦駅東口・つくばセンター⇔東京ディズニーリゾート・海浜幕張駅、「TMライナー」・「NATT'S」に使用されている。
2016年9月26日より、PASMO･Suica等の10社交通系ICカードの利用が可能となった。
2024年（令和6年）2月19日より、大型EVバスとして、BYD製「K8」を1台導入。なお、同会社の水戸、つくば中央営業所でも1台ずつ導入しているが、各営業所でデザインが異なる。

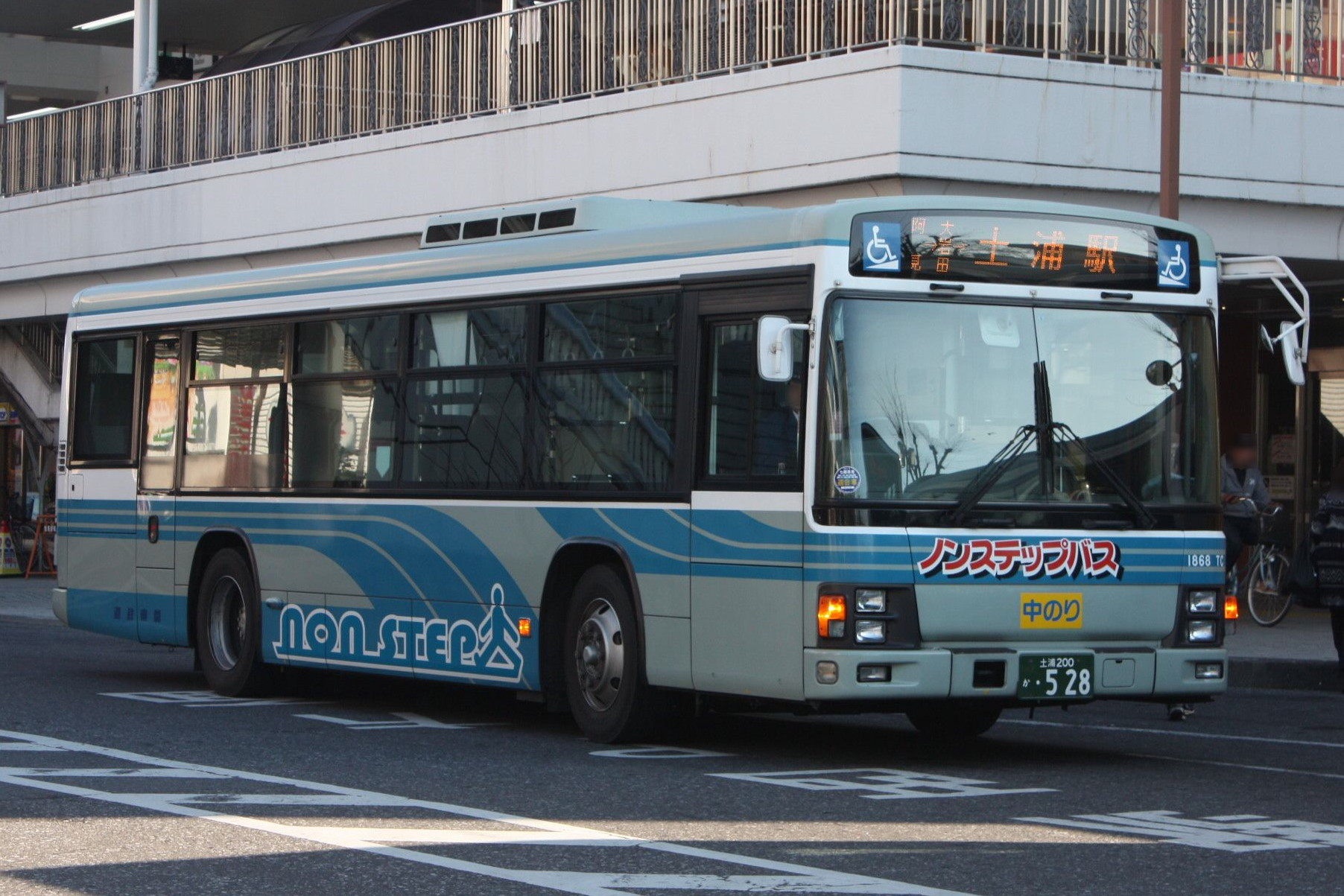
エルガノンステップ
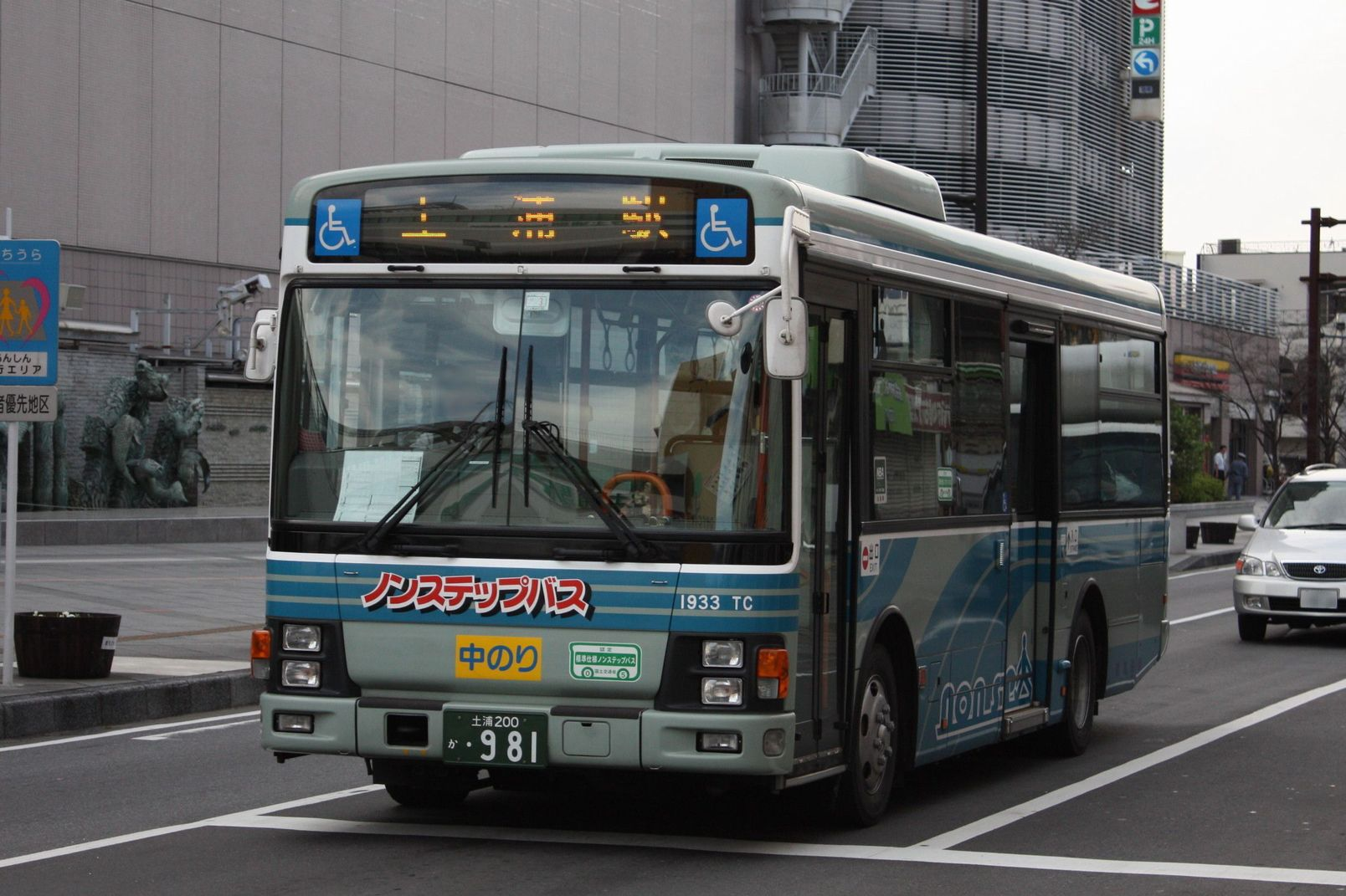
エルガミオノンステップ
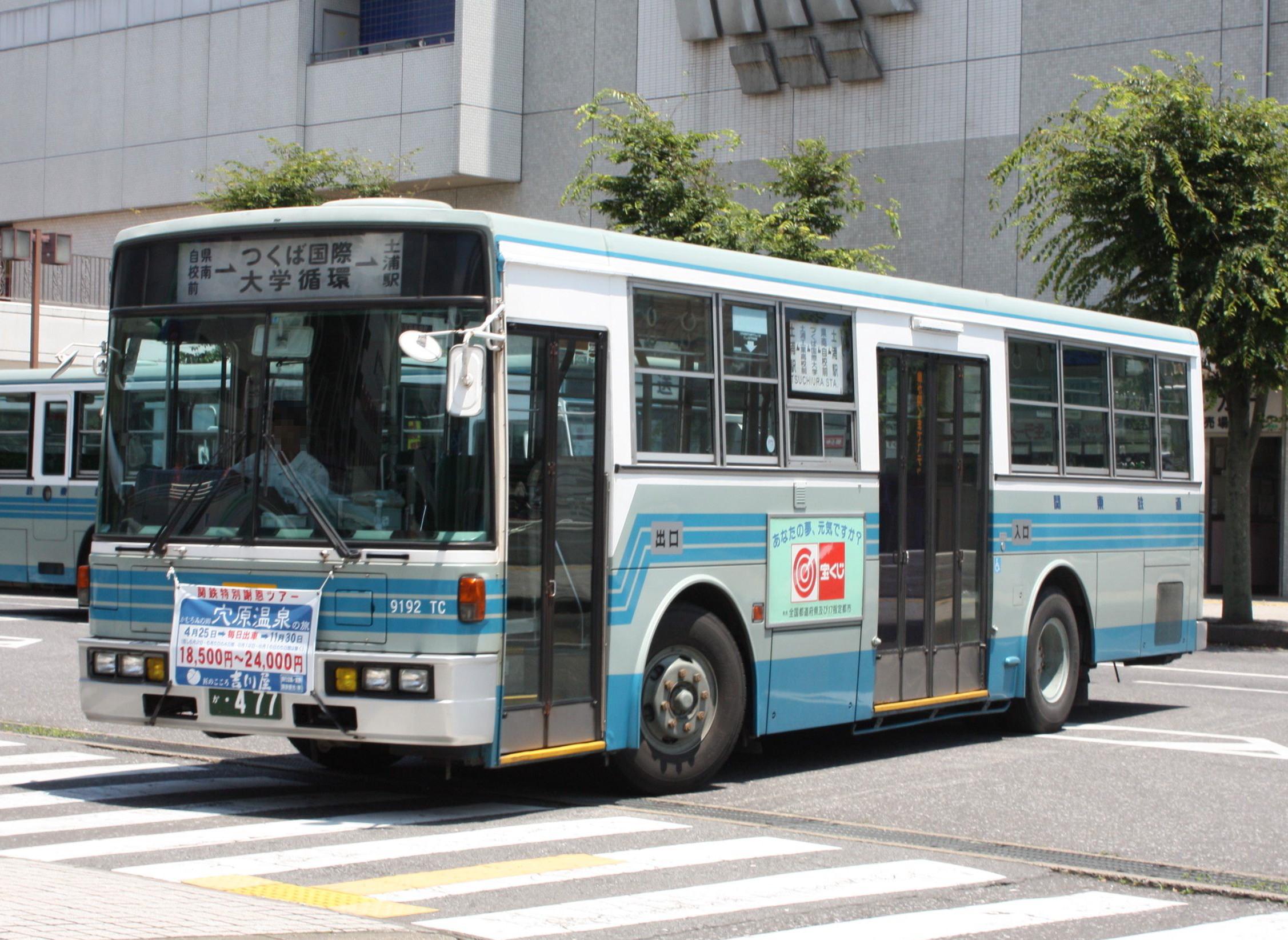
京成バスからの移籍車
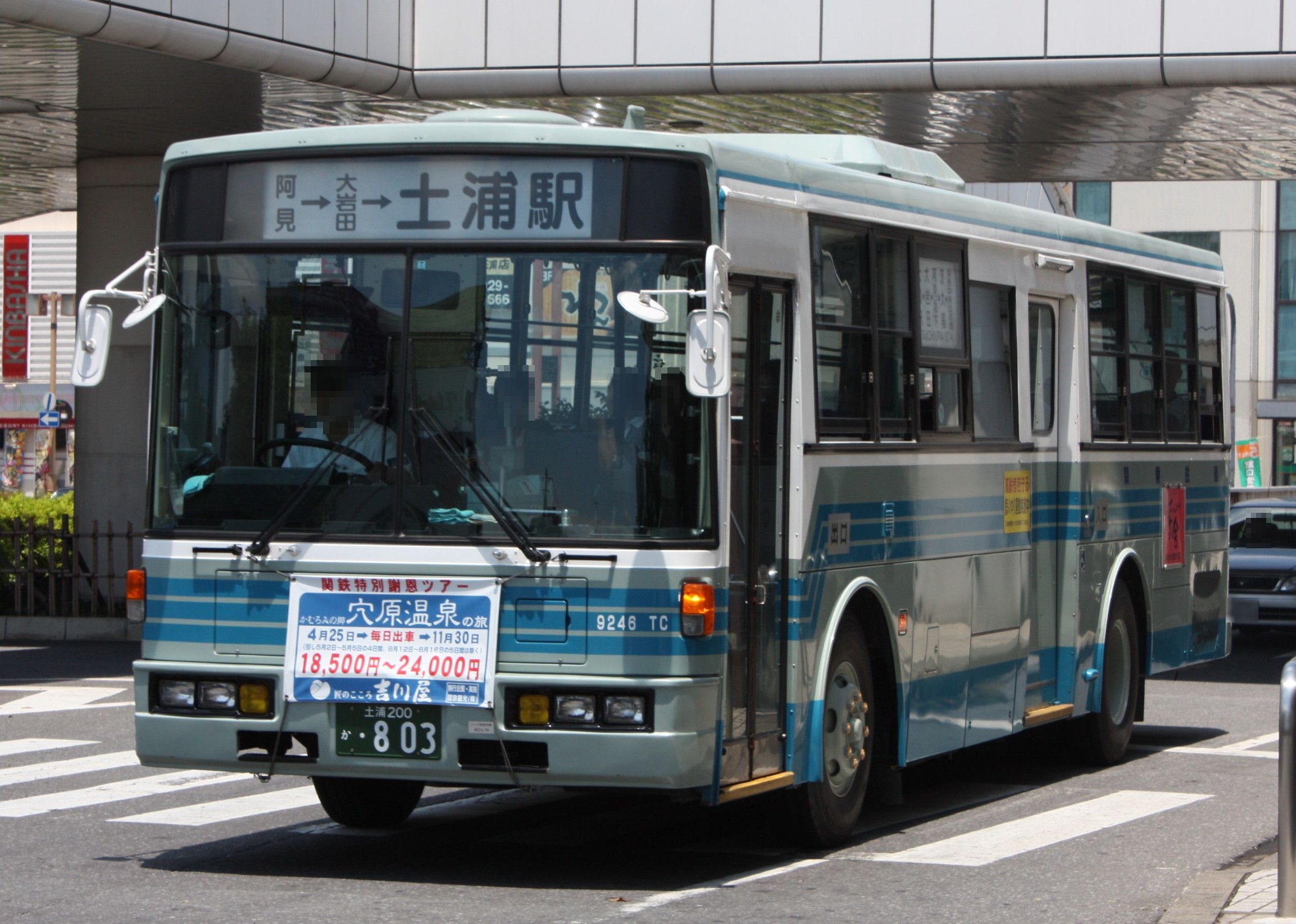
松戸新京成バスからの移籍車
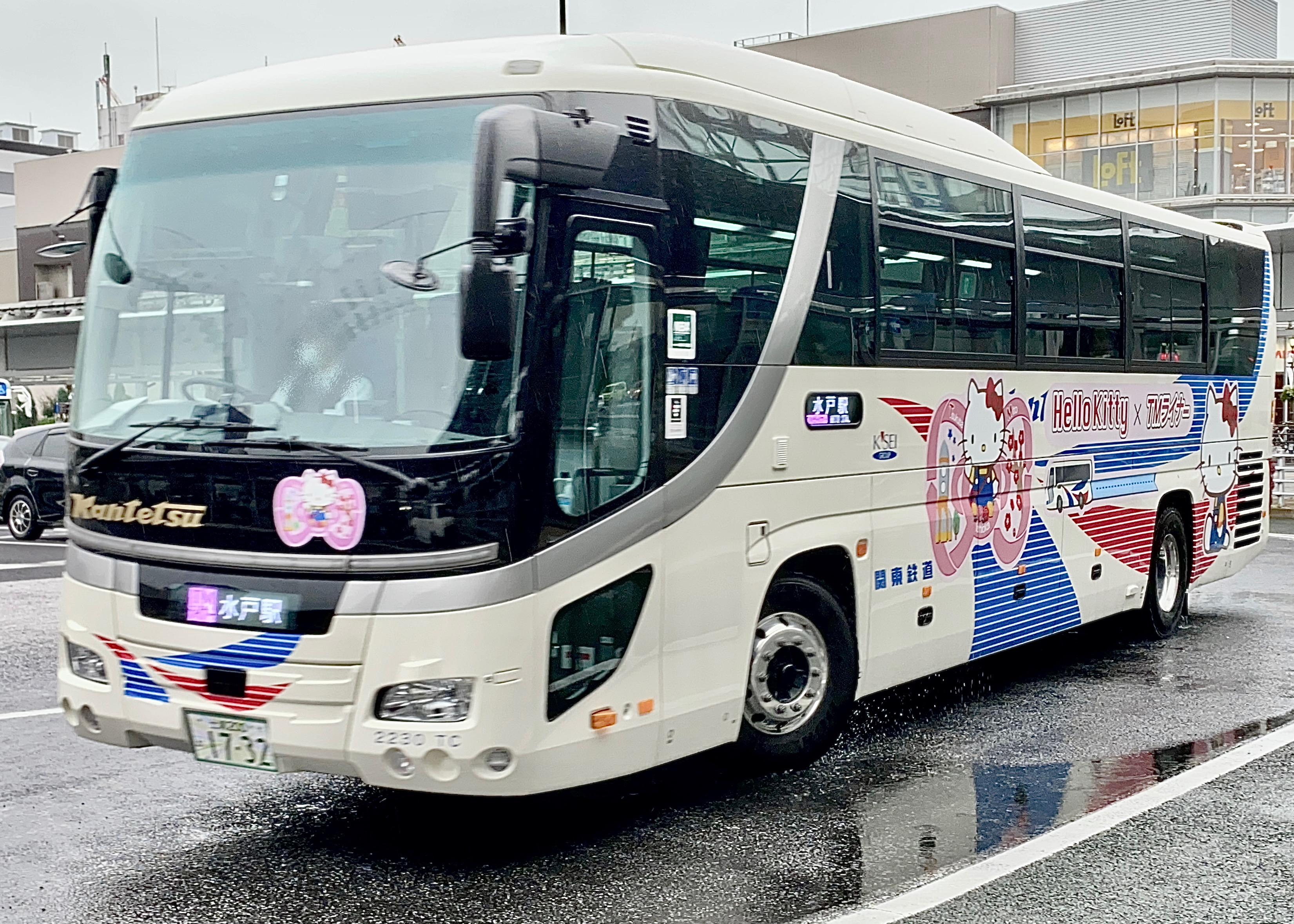
ハローキティとのコラボラッピングを施された高速バス

## 土浦車庫バス停
営業所の入口のところに設けられてある。また、公道上には「キララちゃん」Aコースのバス停も設けられている。「キララちゃん」の『土浦車庫』バス停は2022年4月1日より『りんりんポート土浦入口』に改称された。
- 営業所入口
  - つくばセンター行き
  - 土浦駅（西口）行き（真鍋新町経由）※休日午後1便のみ運行
- 公道上（北方面）
  - キララちゃん<Aコース左回り> 土浦駅（西口）行き（ピアタウン、クラフトシビックホール経由）
- 公道上（南方面）
  - キララちゃん<Aコース右回り> 土浦駅（西口）行き（土浦駅（東口）、港町経由）